# Jemen-Dreizahnblattnase

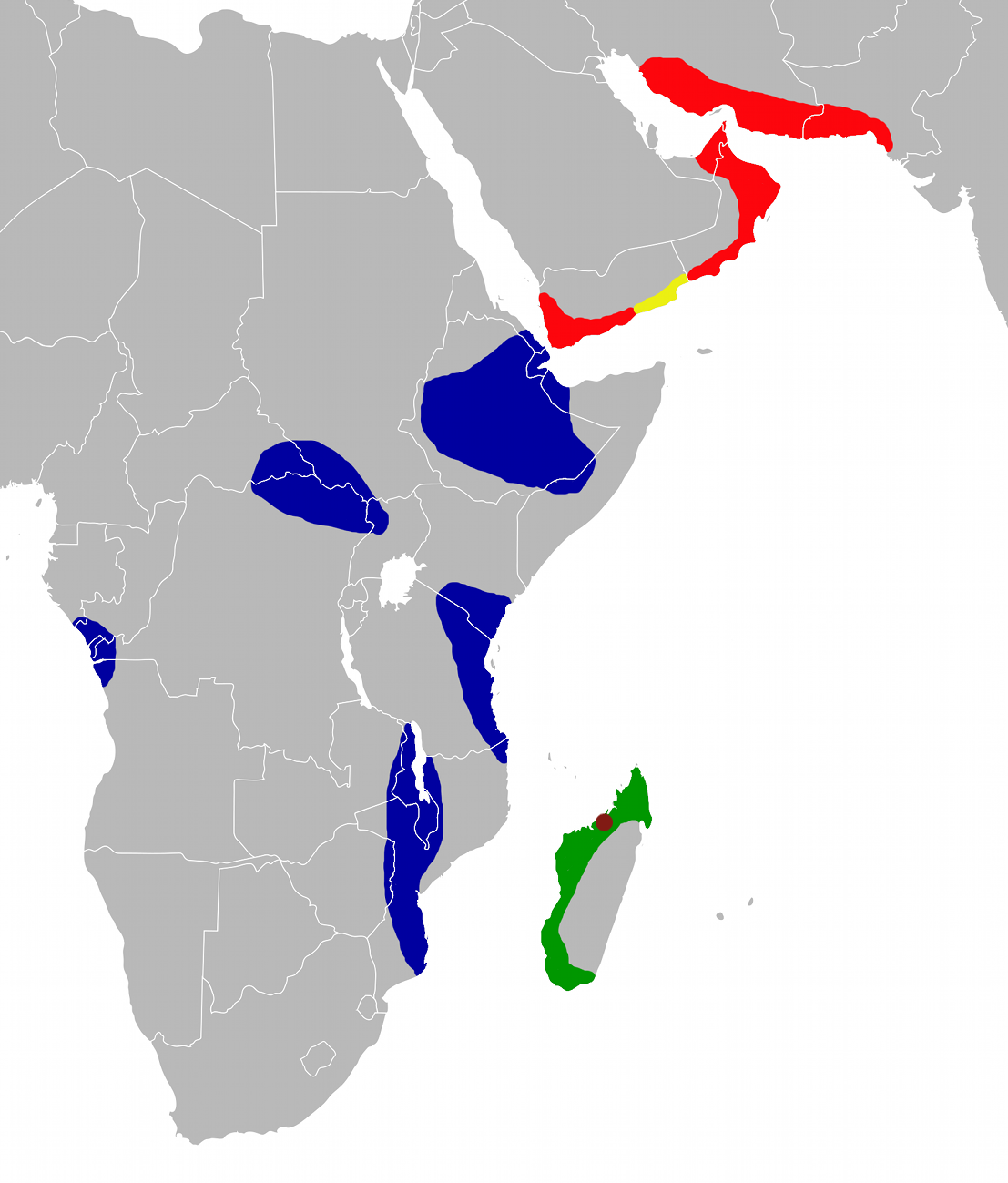
Verbreitungsgebiete der Dreizahnblattnasen, Jemen-Dreizahnblattnase in gelb

Die Jemen-Dreizahnblattnase (Triaenops parvus) ist ein auf der südlichen Arabischen Halbinsel verbreitetes Fledertier in der Gattung der Dreizahnblattnasen. Das Typusexemplar dieser im Jahr 2009 beschriebenen Art stammt aus einer Oase.

## Merkmale
Mit einer Kopf-Rumpf-Länge von 52 bis 61 mm, einer Schwanzlänge von 30 bis 34 mm und einem Gewicht von 4 bis 9 g erreicht die Art etwa dieselbe Größe wie andere Gattungsvertreter. Sie hat 44 bis 48 mm lange Unterarme und 11 bis 14 mm lange Ohren. Die Fellfarbe variiert am ganzen Körper zwischen gelbbraun, beige und graubraun, wobei rötliche Töne nie auftreten. Weitere Kennzeichen sind dunkelbraune Flughäute und Ohren sowie ein Nasenblatt, die rosa, hellgrau oder graubraun sein können. Das Nasenblatt hat eine breite runde Grundform, auf der sich ein Hautlappen in Form einer Sanduhr befindet. Namensgebend sind die oberhalb ansetzenden drei Stäbe, die zusammen einem Dreizack ähneln. Typisch für den Kopf sind breite zugespitzte Ohren. Weitere Unterschiede zu anderen Gattungsmitgliedern bestehen in abweichenden Details des Schädels, der Zähne und des männlichen Penisknochens.

## Verbreitung
Diese Fledermaus ist nur aus dem Südosten Jemens und aus angrenzenden Gebieten Omans bekannt. Sie bewohnt Savannen und besucht Oasen in Wüsten.

## Lebensweise
Laut wenigen Studien verlässt die nachtaktive Jemen-Dreizahnblattnase ihr Versteck kurz nach Sonnenuntergang. Ein junges Männchen ruhte in einer Höhle. Die Rufe zur Echoortung sind 6,6 bis 11,7 Millisekunden lang mit 13 bis 150 Millisekunden langen Pausen. Die Frequenz nimmt von 94 bis 90 kHz nur leicht ab. Als Nahrung wurden bisher nur Motten festgestellt. Vermutlich fängt die Art ihre Beute in der Luft. Winterschlaf oder Torpor kommen wahrscheinlich nicht vor. Zur Fortpflanzung gibt es keine Angaben.

## Gefährdung
Der Bestand ist durch Störungen am Ruheplatz und Insektenbekämpfungsmittel beeinträchtigt. Die IUCN listet die Jemen-Dreizahnblattnase mit unzureichende Datenlage (data deficient), da die Populationsgröße unbekannt ist.